# Daniel Vanderveken
Daniel Vanderveken (10 de março de 1949 — 15 de março de 2019) foi um filósofo canadense. Doutor em Filosofia pela Universidade Católica de Louvain, era professor da Universidade do Quebec em Trois-Rivières, membro titular do Instituto Internacional de Filosofia e da  Academia Internacional de Filosofia da Ciência. Seus estudos concentraram-se especialmente em filosofia  da linguagem, filosofia da mente, semiótica e pragmática formal do discurso.
.Ao lado de John Searle, fundou o Grupo de Pesquisa em Comunicação e Fala. Vanderveken foi premiado com o Prêmio de Excelência em Pesquisa na categoria Artes, Humanidades e Ciências Sociais.

## Obras
- Actions, Rationalité & Décision - Actions, Rationality & Decision, com Denis Fisette (codir.), Londres, Volume 6, College Publications, collection Cahiers de Logique et d'Épistémologie, 2008.
- Logic, Thought and Action dans la collection Logic (dir.), Epistemology and the Unity of Science de Springer, 2005.
- Essays in Speech Acts Theory, com Susumu Kubo (eds.), Amsterdam, John Benjamins Publisher, 2001.
- Les actes de discours : Essai de philosophie du langage et de l'esprit sur la signification des énonciations, Liège et Bruxelles, Pierre Mardaga, 1988.
- Principles of Speech Acts Theory, Tokyo, Shohakusha Publishing, 1994.
- Foundations of Illocutionary Logic, com John Searle, Cambridge University Press, 1985.